# Bergenia pacumbis
Bergenia pacumbis ist eine Pflanzenart aus der Gattung Bergenien (Bergenia) innerhalb der Familie der Steinbrechgewächse (Saxifragaceae). Sie gedeiht im Himalaya und wird in Gärten selten kultiviert.

## Beschreibung

### Unterscheidung zu anderen Arten
Bergenia pacumbis ist sehr ähnlich zur Kaschmir-Bergenie (Bergenia ciliata), von der sie sicher nur anhand der Laubblätter unterschieden werden kann: Die Blattspreite ist nur am Rand, nicht aber auf der Fläche behaart, und das Blatt ist am Ende gleichmäßig verrundet, niemals in eine stumpf abgerundete Spitze verlängert.

### Vegetative Merkmale
Bergenia pacumbis ist eine ausdauernde, krautige Pflanze und erreicht Wuchshöhen von bis zu 17 Zentimetern. Alle Laubblätter stehen wechselständig in einer grundständigen Rosette und sind in Blattstiel sowie Blattspreite gegliedert. Der Blattstiel ist 3 bis 10 Zentimeter lang oder etwas länger. Die Blattspreite ist kreisförmig, breit eiförmig oder breit verkehrt-eiförmig mit keilförmigem oder gerundetem Spreitengrund und gerundetem oberen Ende, ohne Spitze. Die ledrige Blattspreite ist auf der Oberfläche nicht gewimpert, sie ist ober- wie unterseits glatt. Der Blattrand ist ganzrandig oder seicht entfernt gezähnt, er ist durch steife Borstenhaare bewimpert. Die Nebenblätter bilden basal am Blattstiel eine Blattscheide mit gewimpert behaartem Rand.

### Generative Merkmale
Der aufrechte, etwa 7,5 Zentimeter lange Blütenstand ist zymoid verzweigt. Der mit Drüsenhaaren besetzte Blütenbecher trägt fünf Kelchblätter und fünf Kronblätter. Die Kelchblätter sind ausgebreitet, breit eiförmig und ledrig. Die rundlichen Kronblätter sind weiß oder rosafarben, sie sind an der Basis allmählich in einen schmalen Grund (Nagel) verschmälert.

## Vorkommen
In China kommt Bergenia pacumbis in der Autonomen Region Tibet und in den Daxue-Bergen in Yunnan vor. Weitere Fundorte sind in Afghanistan, im Swat-Tal in Pakistan, in Nepal, Bhutan, Sikkim sowie in Assam und Kaschmir in Indien.
Bergenia pacumbis wird aus Felsspalten sowie im Unterwuchs von Eichen- und Kiefernwäldern angegeben. Sie wächst im Gebirge, in Höhenlagen von 1300 bis 3200 Metern.

## Taxonomie
Die Erstbeschreibung erfolgte 1820 durch Nathaniel Wallich als Saxifraga ligulata, dieser Name ist ein ungültiges jüngeres Homonym von Saxifraga ligulata Murray. Sie wurde in der Revision der Gattung durch Peter Frederick Yeo als Form der Bergenia ciliata forma ligulata aufgefasst und ist unter diesem Namen in zahlreichen Florenwerken zu finden. Weitere Synonyme für Bergenia pacumbis (Buch.-Ham. ex D.Don) C.Y.Wu & J.T.Pan sind: Bergenia himalaica Boriss., Saxifraga ligulata var. densiflora Ser., Saxifraga ligulata var. minor Wall. ex Ser.